# Prata d'Ansidonia
Prata d'Ansidonia est une commune de la province de L'Aquila, dans la région Abruzzes, en Italie.

## Administration
| Période                                  | Période  | Identité           | Étiquette       | Qualité |
| ---------------------------------------- | -------- | ------------------ | --------------- | ------- |
| 28 mai 2002                              | En cours | Francesco Di Marco | Centro-Sinistra |         |
| Les données manquantes sont à compléter. |          |                    |                 |         |

### Hameaux
San Nicandro.

### Communes limitrophes
Barisciano, Caporciano, Fagnano Alto, San Demetrio ne' Vestini, San Pio delle Camere.

## Monuments et patrimoine
- Le château Camponeschi ;
- le site archéologique de Peltuinum.